# Хиббард, Алдро
Алдро Хиббард (англ. Aldro Thompson Hibbard; 1886—1972) — американский художник пленэра, член Бостонской школы живописи. Хиббард работал маслом, преимущественно изображая снежные пейзажи штата Вермонт; акварель невозможно было использовать в зимнее время в горах Вермонта.

## Биография
Родился 25 августа 1886 года в городе Фалмут, штат Массачусетс, но бо́льшую часть своей жизни прожил в городе Рокпорт этого же штата.
Его мать, Кэтрин, была преподавателем фортепиано и безуспешно пыталась приучить Алдро к музыке - он предпочитал бейсбол.
В 1909 году он поступил в массачусетскую школу Massachusetts Normal Art School (ныне MassArt). Среди его преподавателей были известные художники —  Frederick Bosley, Фрэнк Бенсон и Эдмунд Тарбелл. За отличие в учёбе Хиббард получил стипендию для дальнейшего обучения в Европе после окончания учебы. Позже он говорил, что открыл в себе талант художника снежных сцен, когда попал в метель в горах недалеко от Мадрида.
Алдро Хиббард был членом многих американских художественных организаций, в том числе Rockport Art Association и North Shore Art Association. Стал академиком Национальной академии дизайна. Его творчество повлияло на ряд американских художников.
Умер 12 ноября 1972 года в городе Рокпорт, штат Массачусетс.

## Труды
Его картины, написанные большей частью в Бостонской школе живописи, находятся во многих музеях и частных коллекций. Рекордная цена его произведения была установлена в феврале 2012 года на аукционе Skinner Auctioneers & Appraisers, когда картина Winter in New England, Probably a West River, Vermont View, предварительно оценённая в 25.000-35.000 долларов, была продана за $88.875 долларов.